# Herb gminy Łoniów
Herb gminy Łoniów – jeden z symboli gminy Łoniów.

## Wygląd i symbolika
Herb przedstawia na tarczy w polu czerwonym herb Nałęcz, a w jego środku herb Kościesza. Jest to nawiązanie do właścicieli terenów gminy.